# John Wisdom
Arthur John Terence Dibben Wisdom, besser bekannt als John Wisdom, (* 12. September 1904 in Leyton, Essex; † 9. Dezember 1993 in Cambridge) war ein führender britischer Philosoph in den Bereichen der Philosophie der Natürlichen Sprache, der Philosophie des Geistes und der Metaphysik. Sein Werk zeigt starke Einflüsse der Theorien von George Edward Moore, Bertrand Russell, Ludwig Wittgenstein und Sigmund Freud, und kann umgekehrt als Erweiterung, Interpretation und Verknüpfung dieser Theorien gelten.

## Leben
Wisdom stammte aus einer anglikanischen Pfarrersfamilie. John besuchte die Aldeburgh Lodge School und vorübergehend die Monkton Combe School in Somerset. 1921 wurde er als Student ins Fitzwilliam House, Cambridge aufgenommen, wo er Moralphilosophie studierte und Vorlesungen bei G. E. Moore, C. D. Broad, und John McTaggart besuchte. Nach dem BA-Abschluss 1924 war er für fünf Jahre beim britischen National Institute of Industrial Psychology angestellt, bevor er 1929 eine lecturer-Stelle am Seminar für Logik und Metaphysik an der University of St Andrews erhielt. Durch seine frühen Veröffentlichungen erlangte Wisdom weitreichende Anerkennung als Vertreter der analytischen Philosophie im Stil von Bertrand Russell, Moore und von Wittgensteins frühen Arbeiten. 1934 wurde Wisdom Lecturer für Praktische Philosophie in Cambridge und schließlich fellow am Trinity College (Cambridge), was ihn in engen Kontakt mit Wittgenstein brachte, der sich bereits vom logischen Atomismus seiner Frühschriften abgewandt hatte. Da Wittgenstein in diesen Jahren wenig bis nichts publizierte, galten damals vor allem Wisdoms Schriften als kanonische Texte der analytischen Philosophie. Im Jahr 1952 folgte Wisdom Wittgenstein auf dessen Professur für Philosophie nach. 1968 trat er von diesem Lehrstuhl zurück, um eine Professur an der University of Oregon anzunehmen. Nach seiner Emeritierung lebte er wieder in Cambridge bis zu seinem Tod im Jahr 1993. 1978 ernannte ihn das Fitzwilliam College zum Fellow ehrenhalber. Er verstarb am 9. Dezember 1993.
Wisdom war zweimal verheiratet. 1929 heiratete er die südafrikanische Sängerin Molly Iverson, ein gemeinsamer Sohn, Thomas, wurde 1932 geboren. In den Jahren des Weltkriegs trennte sich das Paar, Molly und Thomas emigrierten nach Kanada, während Wisdom in London lebte. Die lange Trennung führte allerdings zu einer Scheidung. Im Jahr 1950 heiratete Wisdom erneut, und zwar die Malerin Pamela Elspeth Strain (1914/15–1989).

## Werk
Mit Problems of Mind and Matter (1934) bietet Wisdom eine Einführung in der Methode der Sprachanalyse, die sich auch mit seinen akademischen Lehrern auseinandersetzte. Während der ersten Jahre in Cambridge wurde Wisdom durch den Kontakt mit Wittgenstein stark beeinflusst, der zu dieser Zeit bereits an seiner Kritik der traditionellen Metaphysik und des logischen Atomismus, den er selbst mitbegründet hatte, arbeitete. Wisdom Aufsätze aus dieser Zeit verweisen oft auf Wittgensteins neue, noch unveröffentlichte Position.
Wisdoms Arbeiten verbinden die Sprachanalyse Wittgensteins mit dem common sense-Ansatz von Moore. Sein früher Aufsatz “Philosophical Perplexity” stellt Wisdoms methodischen Ansatz bereits dar: Obwohl er Wittgensteins These teilt, das philosophische Probleme durch Analyse und Korrektur des Sprachgebrauchs zum Verschwinden gebracht werden können, spricht er metaphysischen Aussagen, die keinen klaren empirischen Gehalt haben, dennoch eine positive Rolle zu, solange sie nicht unmittelbare Irrtümer darstellen. Solche Irrtümer beruhen ihm zufolge auf der Verwechslung linguistisch ähnlicher Ausdrücke mit philosophisch stark unterschiedlichen Funktionen (Homonymie im weiteren Sinne). So ist es für Wisdom z. B. sinnvoll, das Vorliegen eines einzelnen Faktums zu bezweifeln, aber nicht sinnvoll, die Realität der Außenwelt zu bezweifeln. In diesem Punkt grenzt er sich klar von Wittgenstein ab, der Wisdoms Meinung nach die Metaphysik „zu sehr als bloßes Symptom linguistischer Verwirrung darstellt. [Wisdom wollte] sie ebenso als Symptome linguistischer Durchdringung darstellen“ (John Wisdom, deutsch: „Wittgenstein too much represents [metaphysical theories] as merely symptoms of linguistic confusion. I wish to represent them as also symptoms of linguistic penetration“). Mit dieser Durchdringung ging es ihm vor allem um die Unterscheidung verschiedener Arten von Propositionen und der epistemischen und logischen Mechanismen, die sie zum Ausdruck bringen, im Kontrast zur älteren Sprachanalyse des Logischen Positivismus die alle Propositionen auf die Feststellung von (empirischen) Sachverhalten reduzieren wollte. In metaphysische Debatten sah Wisdom eine Dialektik zwischen realistischen und skeptisch-revisionistischen Positionen am Werk. Die Position eines naiven Realismus unterscheidet zwar verschiedene Arten von Propositionen, untersucht aber nicht ihre logischen Beziehungen, sondern hält sie alle für grundständig. Das ruft einen Skeptizismus hervor, der eine Reduktion der Propositionsarten aufeinander im Sinne der Sprachanalyse versucht. Schließlich mündet die Debatte in die Synthese eines Projekt der „Durchdringung“. Dieses Modell ist nach Wisdom für alle metaphysischen Debatten einschlägig (vgl. ‘Metaphysics and verification’, Mind 47, 1938; Nachdruck in J. Wisdom, Philosophy and Psycho-Analysis, 1953), wie er selbst am Beispiel der Philosophie des Geistes zu zeigen versuchte (Other Minds, 1952).
Philosophische Probleme und Paradoxa können zwar nicht empirisch oder formallogisch gelöst werden, sie haben allerdings für Wisdom den Zweck, eine Reflexion über die Beschränkungen der Sprache auszulösen, die zu gemeinsamen Entscheidungen über die Veränderung und Korrektur des Sprachgebrauchs führen.
Hier findet Wisdom eine Analogie zwischen philosophischer Sprachanalyse und Psychoanalyse. Ungelöste philosophische Probleme entsprechen einer neurotischen Verhaltensweise, die ihr unmittelbares Ziel zwar nicht erfüllt, aber den Blick auf tiefer liegende Probleme und Mechanismen lenkt, wenn sie auf einer Erfüllung oder Lösung beharren. Paradoxe und absurde Antworten auf philosophische Probleme sind daher für Wisdom ernst zu nehmen und es ist zu untersuchen, auf welchen Bewertungen sie beruhen und wie diese Urteile und Gefühle in vernünftige und unvernünftige unterscheiden, die gebildet werden, wenn die einzelnen Fakten über die Welt bereits feststehen. In Wisdoms Verständnis hat Philosophie vor allem die Aufgabe, das relative a priori dieser Einstellungen reflexiv herauszuarbeiten. Neben der Unterscheidung vernünftig/unvernünftig ist daher auch die Unterscheidung zwischen unproblematischen (klar wahr oder falschen) und problematischen Zuschreibungen relevant. Diese Unterscheidungen sind nach Wisdom basaler als klare Definitionen, wie sie die ältere Analytische Philosophie anstrebte. Es ist daher für Widsom nötig, die einzelnen möglichen und realen Fälle zu betrachten, in denen die Urteilskraft entscheidet, und allgemeine Regeln als sekundär zu betrachten (so in J. Wisdom, Proof and Explanation: the Virginia Lectures, ed. S. Barker, 1991).

## Wirkung
Während Wisdom in den 1960er Jahren als einer der wichtigsten Vertreter der Analytischen Philosophie galt, findet er in aktuellen Überblicksdarstellungen kaum mehr Erwähnung. Die Veröffentlichung von Wittgensteins Nachlasswerken und der Aufstieg der stärker formal-linguistischen ‘Oxford School’ der Philosophie der natürlichen Sprache begannen, ihn zu überschatten und die Debatten innerhalb der analytischen Philosophie nahmen eine von Wisdom abweichende Richtung an, ohne dass seine subtile, nicht-naturalistische Position überholt gewesen wäre.

## Hauptwerke
- Interpretation and Analysis. (1931)
- Problems of Mind and Matter. (1934)
- Philosophical Perplexity, in: Proceedings of the Aristotelian Society. 1936–37.
- Other Minds. (1952)
- Philosophy & PsychoAnalysis. (1953)
- Paradox and Discovery. (1965)
- Proof and Explanation (The Virginia Lectures 1957). (1991)